# Ryszard Palacz
Ryszard Palacz (ur. 26 czerwca 1935 w Bydgoszczy, zm. 19 października 2024) – historyk filozofii.

## Życiorys
W 1957 ukończył studia filozoficzne na Uniwersytecie Warszawskiego. W latach 1958-1992 pracował w Instytucie Filozofii i Socjologii Polskiej Akademii Nauk, tam w 1963 obronił pracę doktorską Bezpośrednia recepcja arystotelizmu w Metalogiconie Jana z Salisbury, w 1972 uzyskał stopień doktora habilitowanego. W 1988 uzyskał tytuł profesora nadzwyczajnego. Od 1992 pracował w Wyższej Szkole Pedagogicznej im. Tadeusza Kotarbińskiego w Zielonej Górze, gdzie kierował Zakładem Historii Filozofii, a po jej przekształceniu na Uniwersytecie Zielonogórskim.
Był autorem licznych dzieł z zakresu historii filozofii, m.in. zbiorów Klasycy Filozofii, Klasycy Filozofii Polskiej, oraz książek Filozofia Polska Wieku Średniego, oraz Od Wiedzy do Nauki. U źródeł nowożytnej filozofii przyrody.